# شارون جانون
شارون جانون (بالإنجليزية: Sharon Gannon)‏ هي موسيقية وكاتِبة أمريكية، ولدت في 4 يوليو 1951.